# Nauru
Nauru, formellt Republiken Nauru, tidigare känd som Pleasant Island, är världens minsta oberoende republik och utgörs av en ö i Stilla havet. Det är ett av världens minsta länder både sett till invånare och till areal. Arealmässigt är det världens minsta icke-europeiska land.
Mycket av landets tidigare rikedom kom från de stora fosfatfyndigheterna, som antas komma från antingen guano eller havet. Fosfatet används som gödsel i hela världen, men det mesta exporterades till Australien. I och med att fosfatresurserna i princip är förbrukade, går Nauru en osäker framtid till mötes. På 1990-talet försökte landet locka till sig intäkter genom att agera skatteparadis, ett försök som avbröts i juli 2004. På grund av landets politiska och ekonomiska beroende av Australien, räknas ibland Nauru som en australiensk klientstat.

## Etymologi
Naurus etymologiska ursprung är okänt. Redan då ön upptäcktes av västerlänningar kallade invånarna ön "Naoero". Paul Hambruch, som besökte ön i maj 1909 och mellan september och november 1910, gav förklaringen att "Naoero" var en sammansättning av "A-nuau-A-A-ororo" (idag "A nuaw ea arourõ"), vilket betyder "jag går till stranden". Den här förklaringen användes i det tyska kolonilexikonet. Missionären Alois Kayser avvisade dock denna teori av språkvetenskapliga skäl.[källa behövs]

## Historia
Nauru befolkades i förhistorisk tid av polynesier och melanesier. Den förste europé som kom dit var kapten John Fearn 1796. Nauru hade kvar sitt oberoende som kungarike ända tills det annekterades av Tyskland 1888 och blev en del av Tyska Nya Guinea. I början av 1900-talet inleddes utvinningen av fosfat.
Efter första världskriget blev Nauru ett NF-mandat administrerat av Australien. 1968 blev Nauru självständigt och medlem av Förenta nationerna 1999.

## Geografi

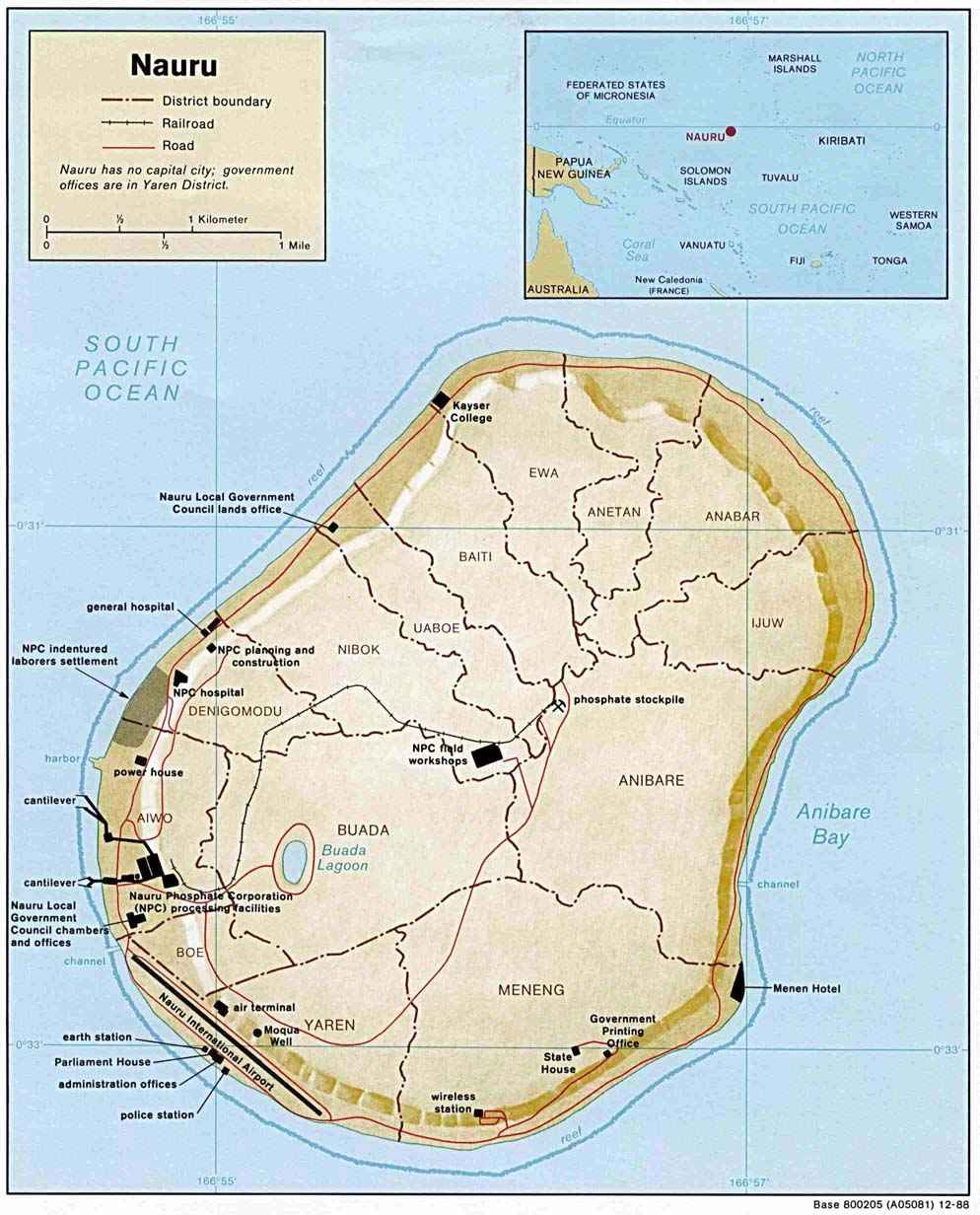
Karta över Nauru

### Topografi och hydrografi
Nauru är en oval, nästan cirkelformad korallö som ligger på en gammal vulkankrater. Ön omges av ett rev som kan ses vid lågvatten. Det högsta punkten på ön är Janor (Command Ridge), som ligger 65 meter över havet. Den centrala delen av Nauru är ett platåområde som innehåller fosfater bildade av guano (fågelspillning).

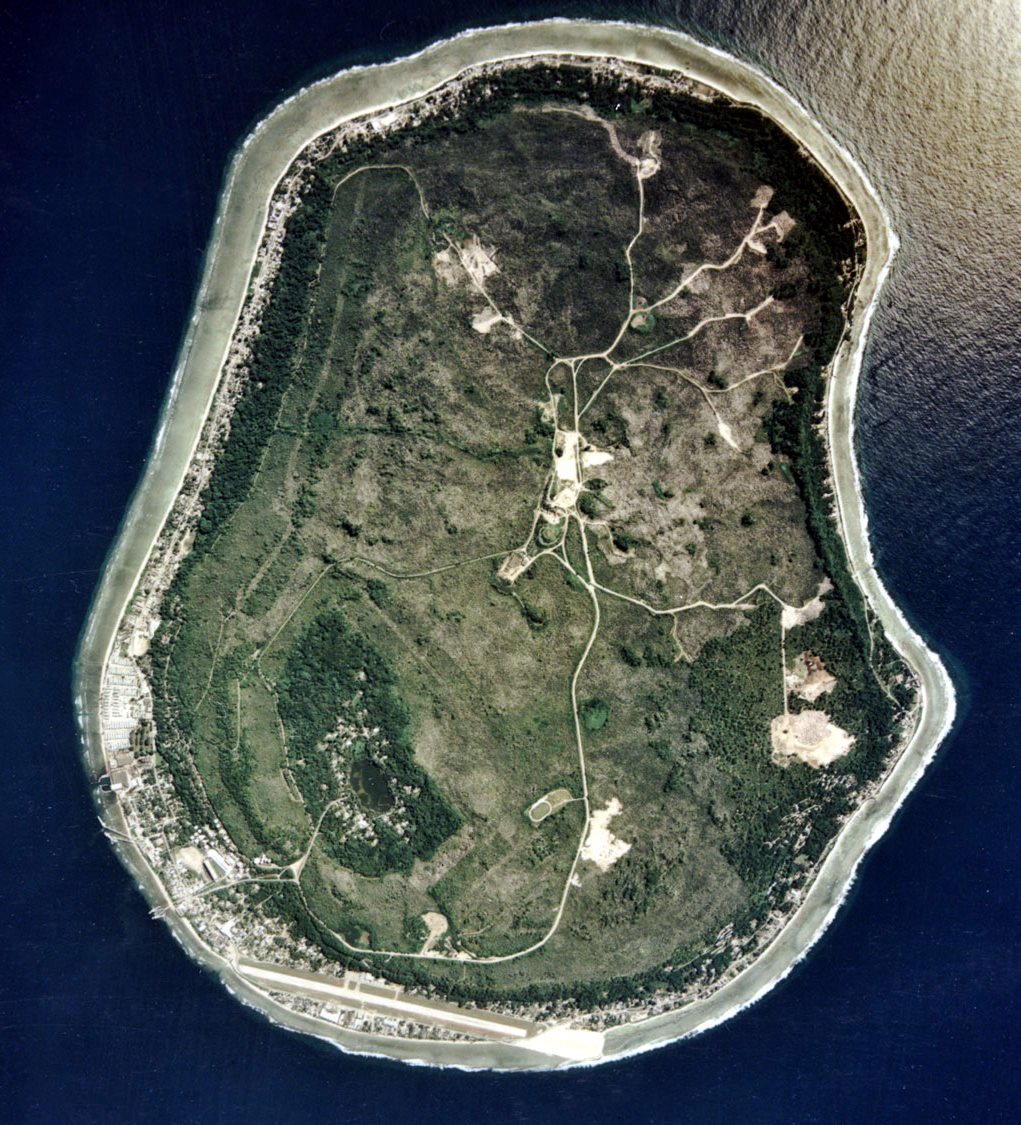
Satellitbild över Nauru

Gruvdrift har förvandlat cirka 85 procent av landets yta till ödsliga och obeboeliga områden, samtidigt som 40 procent av det marina livet har förstörts av slam och fosfatutsläpp. Karakteristiskt för landskapet är höga toppar och pyramider, mellan 4 och 10 meter höga, som har skapats genom fosfatbrytning i ett nästan ökenliknande landskap. Det centrala platåområdet är omringat av ett fruktbart lågland som är 150–300 meter brett, en sandstrand och ett korallrev utanför kusten. Färskt vatten är en begränsad resurs på ön.

### Klimat
Nauru har ett tropiskt klimat med relativt riklig och oregelbunden nederbörd, som uppgår till cirka 2 000 millimeter per år. Mest regn faller i januari, men torkperioder förekommer. Eftersom Nauru ligger bara 42 kilometer söder om ekvatorn är den genomsnittliga temperaturen året runt cirka 27 °C. Temperaturen varierar mellan 26 och 35 °C på dagen och mellan 22 och 34 °C på natten. Nauru är ett av de länder som är mest utsatta för den globala uppvärmningen och risken för att ön ska sjunka med stigande havsnivå.

### Växt- och djurliv
På grund av fosfatbrytningen och den begränsade vegetationen är både flora och fauna på ön relativt ensidiga och fattiga på arter. I den östra delen av ön finns det skogsområden med bland annat kokospalmer och fikonträd, och på norra sidan växer även mangroveträd. Grundvattnet ligger djupt, vilket gör att markytan är torr. 60 arter av kärlväxter har registrerats på ön.
Det finns inga större djur på Nauru, bortsett från husdjur som hund, katt och gris, som alla har införts. Den polynesiska råttan är också en invaderande art. Fregattfågeln är Naurus nationalfågel och den endemiska naururörsångaren är öns enda sångfågel. Totalt har 25 olika fågelarter observerats på Nauru. De nio arter som häckar på ön är små tropikfåglar, fem arter av tärnor, en häger, en duva och den endemiska naurusångaren. Många fågelarter har försvunnit eller minskat kraftigt på grund av habitatförstörelse. I havet runt Nauru finns det ett stort antal fiskarter, koraller och blötdjur.

## Styre och politik

### Författning och styre

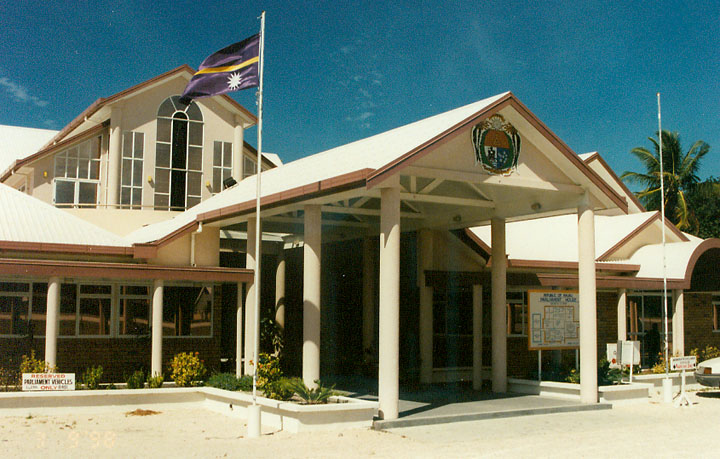
Naurus parlament

Enligt grundlagen från 1968, som trädde i kraft när landet blev självständigt, är Nauru en enhetsstat och en parlamentarisk-demokratisk republik.
Den lagstiftande makten ligger hos ett folkvalt parlament bestående av 18 ledamöter, som väljs för en period på upp till tre år. Presidenten, som både är statens överhuvud och regeringschef, väljs av parlamentet. Regeringens medlemmar kommer från och sammanträder i parlamentet, och regeringen är ansvarig inför parlamentet.
Förvaltningen i Nauru sker i samarbete mellan regeringen och landets lokala förvaltningsråd, som består av nio medlemmar valda från de 14 olika distrikterna. Rådet leds av en överhövding.

#### Valsystem
I Nauru brukas ett prioritetssystem där de röstberättigade väljer kandidater från sin valkrets efter sina prioriteter. En försteprioritet är detsamma som en röst, andreprioritet är en halv röst, tredjeprioritet är en tredjedels röst, och så vidare. Om det exempelvis är 21 kandidater i en valkrets, gäller den sista rösten som en tjugoförstedels röst.
För att rösta måste man vara naurisk medborgare, och på dagen 20 år gammal eller äldre. För att ställa upp som kandidat måste man uppfylla de kraven, och lämna en ansökan med sin egen signatur, tillsammans med minst två andra röstberättigades signaturer, minst 14 dagar före valet.[källa behövs]

#### Valkretsar
- Aiwo
- Anabar
- Anetan
- Boe
- Buada
- Meneng
- Ubenide
- Yaren

#### Partier
I Nauru brukas ett löst flerpartisystem, de två formella partierna är oppositionspartiet Naoero Amo och deras rivaler Naurus demokratiska parti. Utöver detta finns ett informellt konservativt parti, Centerpartiet. Bägge oppositionspartierna grundades för att styrka parlamentets och tidigare presidentens roll. Idag spelar Naoero Amo störst roll, medan demokraterna och Centerpartiet har liten politisk makt.[källa behövs]

#### Presidenter sedan självständigheten
- Hammer DeRoburt, 1968–1976, 1978–1986, 1986–1989
- Bernard Dowiyogo, 1976–1978, 1989–1995, november 1996, 1998–1999, 2000–2001, januari–mars 2003
- Lagumot Harris, april–maj 1978, 1995–1996
- Kennan Adeang, september–oktober 1986, november–december 1996
- Kenas Aroi, augusti–december 1989
- Rueben Kun, 1996–1997
- Kinza Clodumar, 1997–1998
- René Harris, 1999–2000, 2001–2003, januari 2003, 2003–2004
- Derog Gioura, mars–maj 2003
- Ludwig Scotty, 2004–2007
- Marcus Stephen, 2007–2011
- Freddie Pitcher 2011–2011
- Sprent Dabwido 2011–2013
- Baron Waqa 2013–2019
- Lionel Aingimea 2019–2022
- Russ Kun 2022–2023
- David Adeang 2023–

### Administrativ indelning

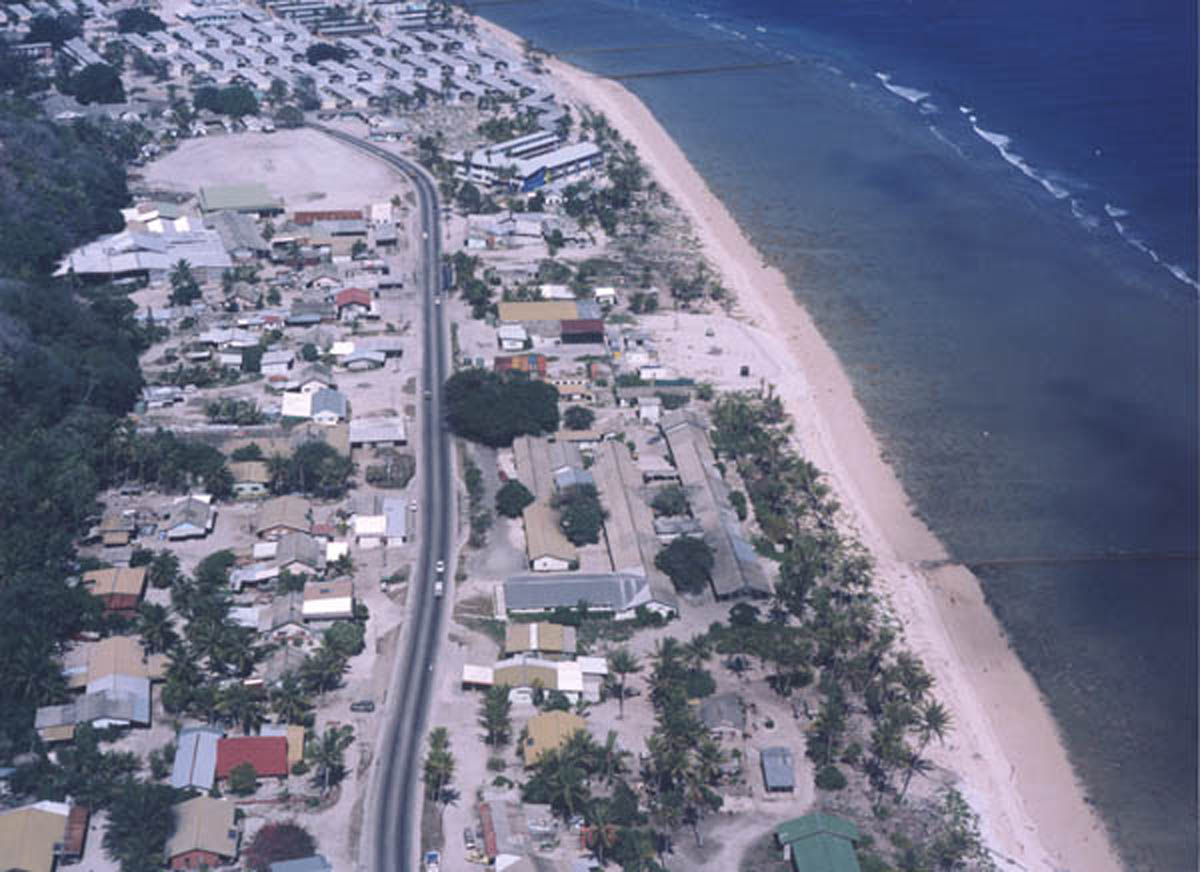
Denigomodu och Nibok-distrikten

Nauru har 14 distrikt. I följande tabell anges antal byar på landsbygden i varje distrikt.
| Nr | Distrikt   | Areal (km²) | Befolkning (2005) |
| -- | ---------- | ----------- | ----------------- |
| 1  | Aiwo       | 1,1         | 1092              |
| 2  | Anabar     | 1,5         | 502               |
| 3  | Anetan     | 2,2         | 516               |
| 4  | Anibare    | 3,1         | 160               |
| 5  | Baiti      | 1,2         | 572               |
| 6  | Boe        | 0,5         | 795               |
| 7  | Buada      | 2,6         | 716               |
| 8  | Denigomodu | 0,9         | 2827              |
| 9  | Ewa        | 1,2         | 318               |
| 10 | Ijuw       | 1,1         | 303               |
| 11 | Meneng     | 3,1         | 1830              |
| 12 | Nibok      | 1,6         | 432               |
| 13 | Uaboe      | 0,8         | 335               |
| 14 | Yaren      | 1,5         | 820               |
|    | Nauru      | 21          | 11 218            |

### Försvar
Landet har inga militära styrkor, men genom en informell överenskommelse sköts Naurus försvar av Australien. Trots detta finns omkring 2000 personer i beredskap, och omkring 3000 är tillgängliga för rekrytering. Naurus interna säkerhet garanteras av en liten civil polisstyrka. De flesta lagbrott består av hastighetsöverträdelser, cykelstölder och husbråk.[källa behövs]

## Ekonomi
Nauru har länge varit beroende av fosfatbrytning, som gav landet stora ekonomiska intäkter under många år och gjorde det till ett av världens rikaste länder per capita under en period. Efter att fosfatresurserna började sina på 1990-talet, minskade Naurus ekonomi och landets framtid blev osäker. Trots försök att diversifiera genom investeringar i internationella företag och infrastruktur har Nauru under 2020-talet fortsatt att vara ett av de fattigaste länderna i regionen. Sedan 2001 har landet också varit beroende av ekonomiskt stöd från Australien och har även haft inkomster från flyktingläger som drivs av den australiensiska regeringen. I mitten av 2020-talet var Nauru i färd med att utveckla nya inkomstkällor genom undersökningsbrytning av viktiga mineraler i havsbotten.

### Energi och råvaror
All elektricitet produceras av fossila bränslen, såsom petroleum.[källa behövs]

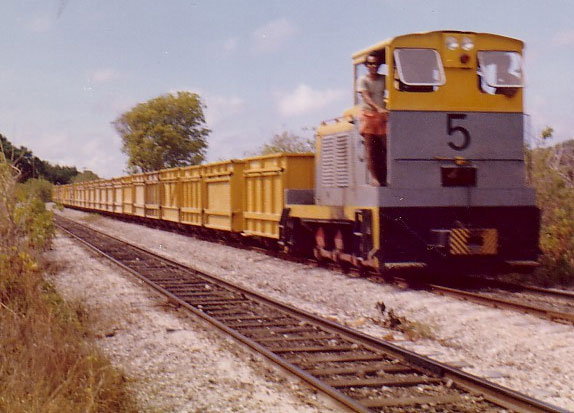
Ett tåg som transporterar fosfat

Naurus fosfatproduktion har sedan 1990 minskat kraftigt och nästan alla fosfatresurser ansågs uttömda vid början av 2000-talet. Det statligt ägda företaget RONPHOS har sedan dess ansvarat för mindre gruvdrift, och letningen efter nya fosfatresurser återupptogs 2017. Förutom fosfat har Nauru också undersökt möjligheten att bryta mineraler från havsbotten, något som anses kunna bli en viktig inkomstkälla för framtiden, särskilt för den teknologidrivna industrin.

### Tjänster och turism
Naurus ekonomi har fått stöd från den internationella flyktinghanteringen, där Australien har använt Nauru för att placera båtflyktingar i väntan på asylbeslut. Denna ordning har inneburit ett kontroversiellt men viktigt ekonomiskt tillskott för landet.
Turismen är i stort sett underutvecklad. Nauru rankade 2011 som världens minst besökta land, med 200 turister per år. 

### Handel
Nauru måste importera det mesta, även färskvatten från Australien.[källa behövs]
Den enda jordbruksprodukten som exporteras är kokosnötter.[källa behövs]

## Befolkning

### Demografi

#### Urbanisering
Bebyggelsen på ön är spridd. Människorna bor längs kusten, och det finns en liten by, Buada, som ligger inlandet nära lagunen.

#### Minoriteter
De flesta av Naurus invånare är ursprungsbefolkningen, Nauruans. Det finns även mindre grupper av I-Kiribati (Gilbertese), australier, nyzeeländare, kineser och tuvaluaner, varav många har rekryterats som arbetare till fosfatindustrin.

#### Migration
Nettomigrationen 2017 var -12,8 migranter per 1 000 invånare.

### Språk
Nauruanska är landets officiella språk. Det finns ingen fullständig skriftlig grammatik för språket och dess släktskap med andra mikronesiska språk är inte väl förstått. Engelska talas också i stor utsträckning. Nauru betraktas som ett av de mest västerländska länderna i Sydpacifiken.

### Religion
Missionärsarbete nådde Nauru senare än många andra öar i Stilla havet. Den första protestantiska evangelisten anlände 1899 och tre år senare följde den första romersk-katolska missionären. Idag är mer än fyra femtedelar av Naurus befolkning kristna; mer än hälften är protestanter (främst medlemmar av Nauru Congregational Church), och en tredjedel är romersk-katoliker.
År 2011 fördelades befolkningen på följande sätt i avseende på religion:
- Protestantism 60,4 %, varav:
  - Nauru Congregational Church 35,7 %
  - Assemblies of God 13,0 %
  - Nauru Independent Church 9,5 %
  - Baptister 1,5 %
  - Sjundedagsadventisterna 0,7 %
- Romersk-katolska kyrkan 33,0 %
- Jesu Kristi Kyrka Av Sista Dagars Heliga 0,9 %[16]
- Övriga religioner 2,6 %
- Ingen religion 1,8 %
- Ospecificerad religion 1,1 %

### Hälsa
År 2007 uppskattades att andelen underviktiga barn under fem år uppgick till 4,8 procent.
Naurus befolkning var 2010 en av världens mest överviktiga – 97 procent av alla män och 93 procent av alla kvinnor led av övervikt eller fetma (baserat på BMI). Sex år senare, 2016, uppskattades att 61 procent av befolkningen led av fetma.
År 2017 uppgick spädbarnsdödligheten till 7,8 dödsfall per 1 000 levande födslar. För pojkar var spädbarnsdödligheten högre, med 10 dödsfall per 1 000 levande födslar, medan den för flickor låg på 6 dödsfall per 1 000 levande födslar.

## Kultur

### Traditioner

#### Helgdagar och högtider
| Datum           | Namn                  | Kommentar                                                                                |
| --------------- | --------------------- | ---------------------------------------------------------------------------------------- |
| 1 januari       | Nyårsdagen            |                                                                                          |
| 31 januari      | Självständighetsdagen | Årsdag av självständigheten 1968                                                         |
| Mars/april      | Påsk                  |                                                                                          |
| 17 maj          | Konstitutionsdagen    | Årsdag av konstitutionens antagande 1968                                                 |
| 26 oktober      | Angamdagen            | Firar de tillfällen då Naurus befolkning passerat 1 500, den minsta hållbara folkmängden |
| 25, 26 december | Jul                   |                                                                                          |

### Sport
Australisk fotboll och tyngdlyftning är Naurus nationalsporter. En planerad arena, Meneñstadion, är under uppbyggnad, men på grund av finansiella problem har projektet skjutits upp. Den nuvarande nationalarenan ligger i Yaren. Nauru har haft representanter vid de Olympiska sommarspelen 1996, 2000 2004, 2008 och 2012. En av landets mest kända atleter är tyngdlyftaren Itte Detenamo.[källa behövs]